# Карлі Паттерсон
Карлі Паттерсон (англ. Carly Patterson Caldwell; нар. 4 лютого 1988 року, Батон-Руж, США) — американська гімнастка, олімпійська чемпіонка та чемпіонка світу.

## Біографія
Гімнастикою почала займатися з 6-річного віку. Тренувалася по 30 годин на тиждень. Її головним елементом вважаються вільні вправи і вправи на колоді. Стала чемпіонкою на Олімпійський ігор 2004 року в особистому багатоборстві.
Після закінчення спортивної кар'єри пробує себе як співачка.

## Особисте життя
З 3 листопада 2012 року Карлі одружена з консультантом зі стратегії Марком Колдвеллом, з яким вона зустрічалася три роки до їх весілля. У подружжя є двоє дітей — син Грем Мітчелл Колдвелл (нар. 10.10.2017) і дочка Еммалін Рей Колдвелл (нар. 12.02.2019). У 2016 році, до вагітності своїм первінцем, Паттерсон перенесла викидень.

## Нагороди
- Чемпіонка світу 2003 року у командній першості
- Срібна призерка чемпіонату світу 2003 року у багатоборстві
- Двічі в 2004 перемагала на турнірах КМ на колоді і у вільних вправах
- Олімпійське золото в особистому заліку на ОІ 2004
- Срібна призерка в командній першості на ОІ 2004
- Срібна призерка в дисципліні колоду на ОІ 2004
- Визнана найкращою спортсменкою США 2004
- Обраний до Зали слави гімнастики США в 2009 році[5]